# デグレダード
デグレダード（葡: Degredo）はポルトガルの流刑者のことで、特に15世紀から18世紀のものを指す。
デグレダード（語源は、ラテン語decretum）は、ポルトガルの伝統的な法律用語で、移動や言論や職業に法的制限が課された人を指す。追放それ自体は、いくつかある法的制限の1つにすぎなかった。しかし、ポルトガルの流刑制度の発達によって、デグレダードという言葉は追放刑の同義語となった。

## 背景
ほとんどのデグレダードは一般犯罪者だったが、多数の政治的または宗教的な囚人（例：元の信仰に復した新キリスト教徒）も含まれており、ポルトガル王国からの追放を宣告された。判決は必ずしも直接的なものではなかった。多くの者が長期の懲役刑（時には死刑）を宣告されていたが、刑期短縮のために海外で国王のために働くという選択をした。
デグレダードはポルトガルの大航海時代に重要な役割を果たし、特にアフリカとブラジルでポルトガルの海外植民地を建設する上で非常に重要だった。
最終的に、ほとんどのデグレダードは植民地に送り込まれるか、（特に初期には）未知の海岸に置き去りにされて、そこに刑期中留まった。多くの場合は政府から具体的な指示を与えられていた。そして彼らがそれらを達成すれば、減刑あるいは恩赦の可能性があった。一般的な指示には、中継基地と倉庫の設置の支援、新しい植民地での労働者としての役割、または新設の砦への駐屯などがあった。なじみのない岸辺に置き去りにされたデグレダードは、多くの場合、未知の人々と接触し、曖昧な情報しかない都市を探し出し、内陸を探索するように指示された。一部のデグレダードは内陸部の探検家として名声を博し、その名が偉大な航海者たちと同じくらい後世に知られた。
多数のデグレダードが減刑や恩赦を得られるほどの働きを見せた一方で、相当な人数は単に刑を無視しただけだった。一部の者はどこか遠くの危険な海岸に降ろされるのでなく、途中の、通常は比較的安全な港で船から抜け出した。あるいは他の者は、最初の機会にポルトガル（または他のヨーロッパの国）に戻る船に忍び込んだ。またいくらかは、王の役人の監督の目から離れて、「アウトロー」のデグレダード植民地を形成した。中には先住民族の中に入って新しい生活を築き上げ、自身の過去と完全に決別した例もある（コスメ・フェルナンデスなど）。

## 歴史
15世紀と16世紀のポルトガル、つまり発見と帝国建設の初期時代には、普通の船員にとっては危険すぎる、または煩わしいと思われる作業を支援するために、往航の船には少数のデグレダードが乗せられていた。たとえばなじみのない海岸に到着した場合、普通は1ないし2人のデグレダードが最初に上陸して、現地の住民が敵対的なのかを確認した。最初の接触がなされた後、デグレダードは信頼を関係を築いて情報を収集するために、しばしば現地の村や町に泊まらされた（残りの船員は船に戻って寝た）。もし関係が敵対的なものになった場合、船と地元の統治者の間を往復して交渉条件を運ぶのもデグレダードの仕事だった。
16世紀と17世紀、デグレダードはポルトガル帝国の初期の入植者のかなりの部分をなした。モロッコの飛び地、大西洋の島々、ポルトガル領サントメ・プリンシペ、ポルトガル領アンゴラ、ベンゲラ、ポルトガル領モザンビークなどの遠く離れたアフリカの植民地が建設され、デグレダードが（大半ではないにせよ）かなりの数が住んでいた。ブラジルの初期の植民地の多くもまた、デグレダードの植民者とともに設立された。バスコ・フェルナンド・コーチーニョは1536年にエスピリトサントを建設する際に約70人のデグレダードを連れていった。王室の任命したブラジル総督トメ・デ・スーザも推定で400〜600人のデグレダードをポルトガル領ブラジルの当時の首都サルヴァドールに1549年に連れてきた。